# Андріївська волость (Бахмутський повіт)
Андріївська волость — історична адміністративно-територіальна одиниця Бахмутського повіту Катеринославської губернії із центром у селі Андріївка.
Станом на 1886 рік складалася з 3 поселень, 3 сільських громад. Населення — 6476 осіб (3283 чоловічої статі та 3193 — жіночої), 1088 дворових господарств.
|                     | Площа, десятин | У тому числі орної, дес. |
| ------------------- | -------------- | ------------------------ |
| Сільських громад    | 22824          | 10757                    |
| Приватної власності | —              | —                        |
| Іншої власності     | 243            | 120                      |
| Загалом             | 23067          | 10877                    |

Поселення волості:
- Андріївка — колишнє державне село при річці Вовча за 113 верст від повітового міста, 3250 осіб, 575 дворових господарств, молитовний будинок, школа, 6 лавок, склад спирту, 2 ярмарки на рік.
- Олексіївка — колишнє державне село при річці Вовча, 2783 особи, 440 дворових господарств, православна церква, школа й лавка.

За даними на 1908 рік у волості налічувалось 4 поселення, загальне населення волості зросло до 14 123 особи (7046 чоловічої статі та 7077 — жіночої), 1998 дворових господарств.